# Vinnie Vincent
Pour les articles homonymes, voir Vincent.
Vincent John Cusano, plus connu sous le pseudonyme de Vinnie Vincent est né le  6 août 1952 à Bridgeport, dans le Connecticut. Il est connu comme étant un ancien membre du groupe Kiss.

## Biographie
Avant d'intégrer Kiss, Vincent Cusano était compositeur pour la série télévisée Happy Days (Les Jours heureux). Il est ainsi le compositeur des chansons que Joanie et Chachi interprètent lors de leur tournée.
Il fut le second guitariste du groupe Kiss. Il remplaça Ace Frehley, d'abord provisoirement et en secret lors de la composition et l'enregistrement de l'album Creatures of the Night. Puis il fut officiellement présenté comme remplaçant de Space Ace lorsque celui-ci quitta le groupe à l'aube de la tournée Creatures of the Night.
Sa contribution au sein de Kiss dura jusqu'à la fin de la tournée "Lick it Up" en 1984, à l'issue de laquelle il fut renvoyé du groupe, son caractère le rendant incontrôlable aux yeux de Gene Simmons.
Il fut remplacé par Mark St. John, qui connaitra également une éphémère contribution à Kiss, donnant naissance à ce que la presse et les fans appelleront « la malédiction des guitaristes ».
Après avoir quitté Kiss, Vinnie Vincent monta le groupe Vinnie Vincent Invasion, qui révèlera le chanteur Mark Slaughter. Ce groupe sortira deux albums et un EP avant de s'éteindre à la suite du départ de son chanteur parti fonder son propre groupe, Slaughter.
Avant de collaborer avec Kiss, Vincent Cusano s'essaya avec divers groupes, les seuls connus étant Treasure (dont l'unique album fut un échec commercial cuisant) puis Warrior.
Après plusieurs années sans aucune apparition publique, Vinnie Vincent resurgit dans l’actualité lorsque, le 23 mai 2011, il est interpellé pour agressions physiques à l'encontre de sa femme, Diane Cusano. Lorsque la police s'est rendu à son domicile pour l'interpeller, elle y a trouvé des cadavres de chiens (vraisemblablement tués par d'autres chiens) entreposés dans des containers. Vincent a été relâché après versement d'une caution de 10 000 dollars. Aucune charge n'est finalement gardé contre lui, son ex-femme prenant l'entière responsabilité de la mort accidentelle des chiens, mais il accepte de suivre une thérapie,.

## Discographie

### Kiss
- Creatures of the Night (1982)
- Lick It Up (1983)
- Chikara (Japan) (1988)
- Smashes, Thrashes & Hits (1988)
- The Box Set (2001)
- The Very Best of Kiss (2002)
- The Best of Kiss: the Millennium Collection - volume 2 (2004)

### Vinnie Vincent Invasion
- Vinnie Vincent Invasion (1986)
- All Systems Go (1988)
- Euphoria (EP) (1996)
- Archive Volumes I: Speedball Jamm